# Пуриносома

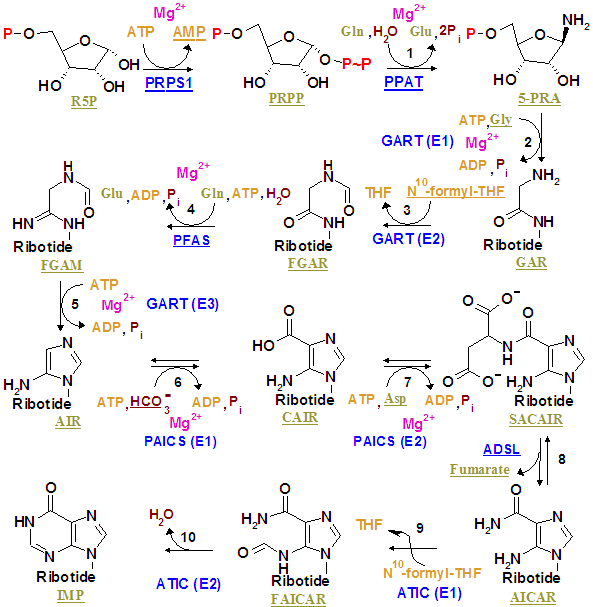
Синтез інозин монофосфатуКольорами позначено:ферменти, коферменти, назви субстратів, йони металів, неорганічні молекули

Пуриносома — мультиферментний комплекс, що відповідає за процес біосинтезу пуринів de novo в клітинах. Стверджується, що частинами цього комплексу є всі шість ферментів, залучених у 10-стадійному процесі біосинтезу конверсії фосфорибозил пірофосфату до інозин монофосфату. 
| Крок синтезу | Символ | Опис |
| ------------ | ------ | --- |
| 1            | PPAT   | фосфорибозилпірофосфат амідотрансфераза                                                                                        |
| 2,3,5        | GART   | трифункціональна фосфорибозилгліцинамід формілтрансфераза/фосфорибозилгліцинамід синтетаза/фосфорибозиламіноімідазол синтетаза |
| 4            | PFAS   | фосфорибозилформілгліцинамідин синтаза                                                                                         |
| 6,7          | PAICS  | двофункціональна фосфорибозиламіноімідазол карбоксилаза                                                                        |
| 8            | ADSL   | аденілосукцинат ліаза |
| 9,10         | ATIC   | двофункціональна 5-аміноімідазол-4-карбоксиамід рибонуклеотид формілтрансфераза/ІМФ циклогідролаза                             |

## Історія

### Гіпотеза
Було описано, що ферменти шляху біосинтезу пуринів de novo утворюють локалізований у просторі цитоплазми клітин мультиферментний комплекс з метою забезпечення неперервного каналювання субстрату протягом усіх 10-ти стадій біосинтезу пуринів. Перебіг цього біосинтетичного шляху має незначні відмінності у різних видів, а загальна кількість ферментів, причетних у цих реакціях — 13. У організмах еукаріотів ензиматичні функції цих ферментів консолідувалися у двофункціональні або трифункціональні поліпептидні ланцюги, що вказує на наявність стабільних фізичних взаємодій між цими ферментними структурами. Функціональне об'єднання кроків 2,3 та 5 у єдиний фермент вказує на те, що крок 4 також відбувається у близьколокалізованому ферменті.

### Докази існування комплексу
Ензими біосинтезу пуринів можливо виділити разом за певних умов. Комплекс з двох конкретних ферментів  GART і ATIC може бути виділений з кофактором ферменту C1THF-синтази і SHMT1 t. Кінетичні дослідження показують наявність субстратного каналювання між PPAT і GART, але докази фізичної взаємодії білок-білкової взаємодії цих ферментів поки не були отримані. До цього часу, повне виділення мультиферментного комплексу пуриносоми, що включало б наявність усіх ферментів цього циклу, не було проведене. 

## Макротіла пуриносом
Макротіла пуриносом (кластери, скупчення, агрегати) підтверджують угрупування позначених флюорисцентними мітками ферментів циклу синтезу пуринів у організмі людини, помітних за допомогою методу флюорисцентної мікроскопії. Згідно з теорією, утворення пуриносомних макротіл відбувається за рахунок білків, у нормі розташованих всередині клітини дисперсно. Концентрація та агрегація цих білків відбувається у тих випадках, коли у міжклітинному середовищі занадто низький рівень пуринів, або потреба клітини в пуринах не може бути забезпечена шляхом їх відновлення. На додаток до 6 ферментів, безпосередньо залучених у шляху біосинтезу пуринів, відомошо що макротіла пуриносом складаються з ще щонайменше 10 додаткових білків, що не є залученими до процесу біосинтезу пуринів. У зв'язку з особливістю умов, що призводять до утворення пуриносомних агрегатів, а особливо — стресу, пуриносомні макротіла також можуть агрегувати з білками клітинного стресу.

### Первинне відкриття
Наявність пуриносом у організмі людини було встановлено у 2008 році, шляхом спостереження, що вільноекспресовані GFP-асоційовані білки біосинтезу пуринів агрегуються у макротіла . Також було встановлено, що фермент фолатного циклу, безпосередньо не пов'язаний з ланцюгом біосинтезу пуринів, 5,10-метенілтетрагідрофолат синтаза, також агрегується у скупчення пуриносомних тіл (встановлено також методом флюорисцентної мікроскопії). Біологічне значення включення цього ферменту фолатного циклу в структуру пуриносомних макротіл не є однозначним: хоч він і забезпечує субстратом трифункціональний фермент фолатного циклу — C1THF синтазу, для утворення ключового кофактора біосинтезу пуринів, сам C1THF не трапляється серед складових пуриносомних макротіл . Також цікаво, що концентрації гіпоксантину не впливають на зміну кількості пуриносомних макротіл,  однак зростання концентрації аденозину або гуанозину пригнічують утворення рівнів макротіл, у тому числі макротіл, що залучують ферменти з фолатного циклу.

### Агрегація
Пізніші дослідження, проведені у 2013 році, свідчать про те, що пуриносомні макротіла можуть бути артефактами агрегації білків , оскільки характеристика пуриносомних макротіл має багато спільного з типовими білоковими агрегатами. Також наявність пуриносомних тіл пов'язують з ранніми ознаками клітинної смерті. Однак, остаточно не зрозуміло: пуриносомні тіла є причиною появи клітинного стресу чи просто ознакою клітини, що зазнала стресу.

### Дисоціація
Інгібування полімеризації мікротрубочок за допомогою нокодазолу блокує утворення пуриносомних макротіл, а також сповільнює перебіг синтезу пуринів de novo . Однак, нокодазол також блокує і утворення інших білкових агрегатів — агресом, що ускладнює можливі висновки даного спостереження. Часткове інгібування казеїн кінази 2 малими молекулярними інгібіторами (4,5,6,7-tetrabromo-1H-benzimidazole (TBI), 2-dimethylamino-4,5,6,7-tetrabromo-1H-benzimidazole (DMAT), tetrabromocinammic acid (TBCA) чи еллагова кислота) сприяють утворенню пуринових макротіл. Інший інгібітор, 4,5,6,7-tetrabromobenzotriazole (TBB) induced сприяє утворенню пуриносомних макротіл лише за низьких значень концентрації, а також сприяє дисоціації пуриносомних тіл, утворених за сприяння DMAT.  Відомо, що інгібування казеїн кінази 2 також перериває сотні клітинних процесів, серед яких — дотримування білкового гомеостазу та регулювання агрегації білків. 

### Додаткові сполуки, що можуть входити до складу пуриносомних макротіл
- methenyltetrahydrofolate synthetase (MTHFS) (забезпечує субстрат для C1THF синтази)[12]
- Heat shock protein 70[13][16]
- Heat shock protein 90[13][16]
- Ubiquitin[13]
- Bag5[16]
- Stip1/Hop[16]
- p23[16]
- DnaJ-C7[16]
- DnaJ-A1[16]

### Білки, що не входять до складу пуриносомних макротіл
- C1THF synthase (донор метильних груп на етапах 3 і 9 шляху біосинтезу пуринів de novo)[10][16]
- SHMT1[10][16]
- DnaJ-C14[16]
- DnaJ-B1[16]
- G3BP[16]
- Маркер агресом GP250[16] (колокалізація під питанням)[17]